# Triebisch
Die Triebisch ist ein 37 km langer linker Nebenfluss der Elbe in Sachsen.

## Verlauf

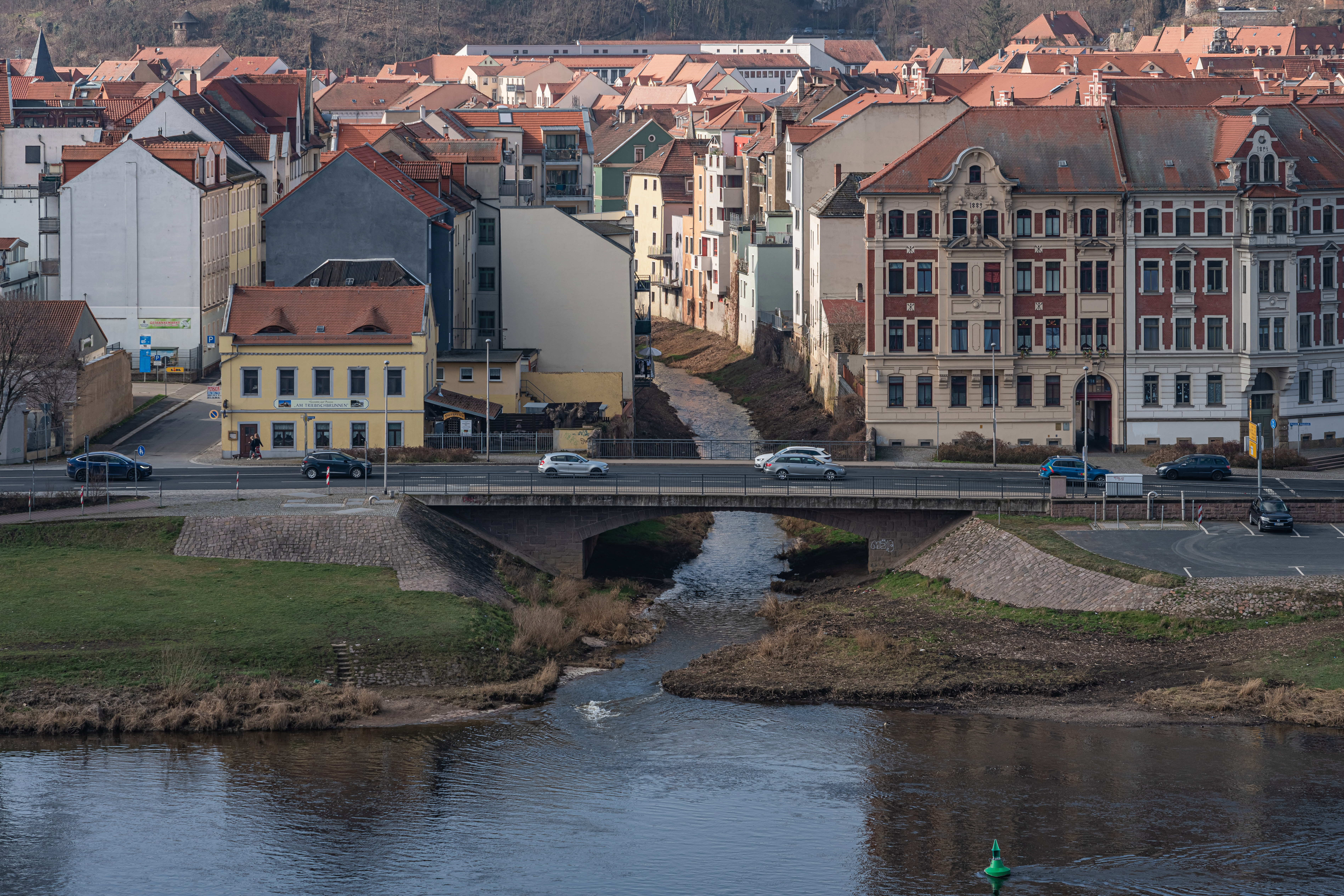
Mündung in die Elbe

Der Fluss entspringt im Landkreis Sächsische Schweiz-Osterzgebirge. Die Quelle der Triebisch befindet sich im Tharandter Wald südlich von Grillenburg in der Schneise 15. 50.933659 N, 13.512445 O ( Der X-Bach, die sog. „Alte Triebisch“ mit Anschluss an Kroatenbach bzw. Kroatenwasser entspringt zwischen Klingenberg-Colmnitz und Grillenburg).

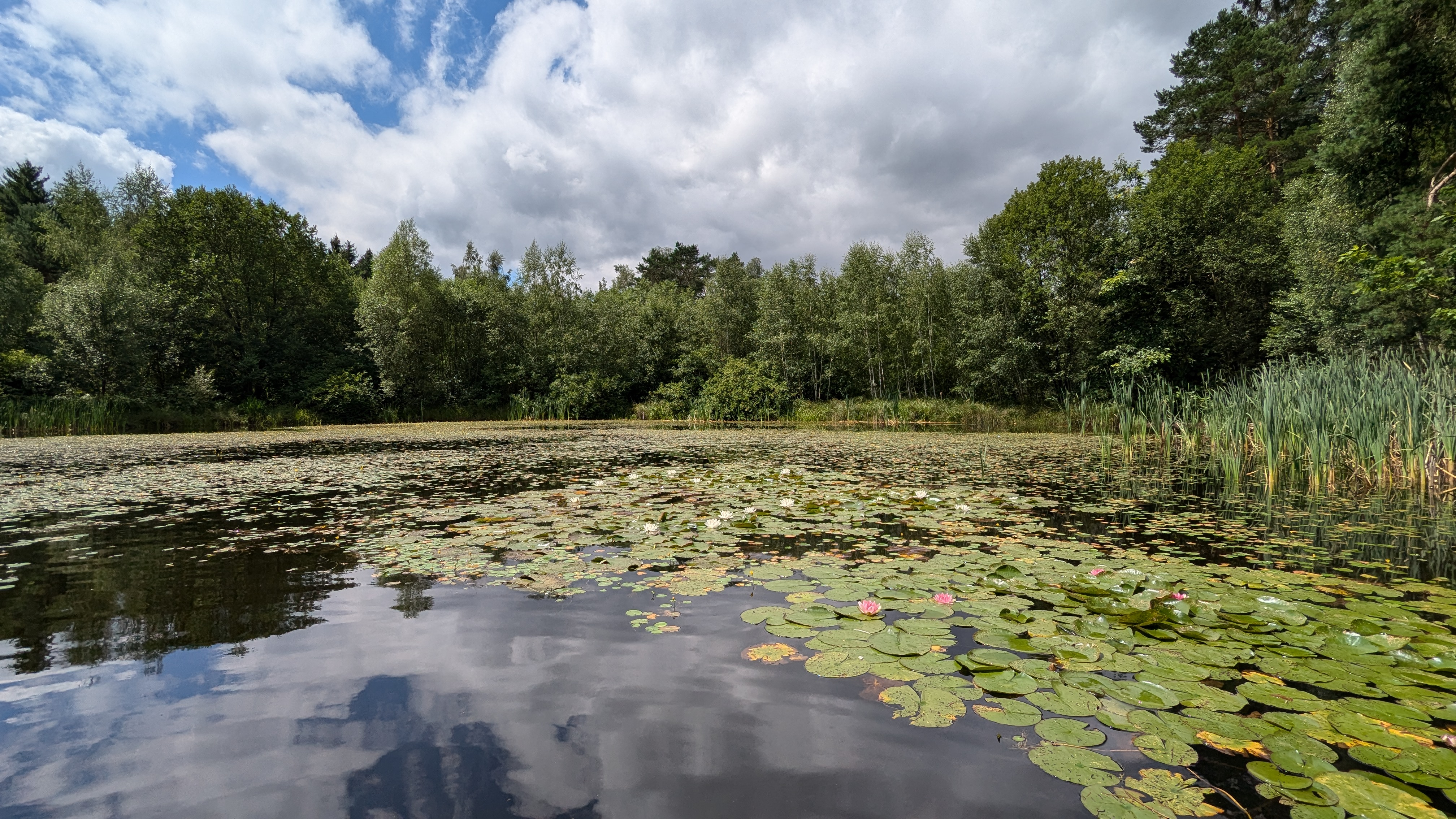
Triebischsee im Tharandter Wald

Sie durchfließt in einem engen Tal die nach ihr benannte frühere Gemeinde Triebischtal. Besonders bekannt ist der Talabschnitt „Tanneberger Loch“, da dort früher die Bundesautobahn 4 verlief. Bei Rothschönberg nimmt die Triebisch durch den Rothschönberger Stolln die Bergbauwässer des Freiberger Bergbaureviers auf und mündet nach Durchfließen des Meißner Stadtteils Triebischtal in Meißen in der Triebischvorstadt gegenüber von Cölln in die Elbe.
Die Triebisch ist nicht schiffbar; größter Zufluss ist die oberhalb von Garsebach einmündende Kleine Triebisch. Am linken Ufer des Flusses erstreckt sich zwischen Garsebach und dem Buschbad der dreieinhalb Kilometer lange Obsidianfelszug der Garsebacher Schweiz. Ebenfalls ist dort der Götterfelsen und die Hohe Eifer zu finden.

## Ehemalige Mühlen
Ehemalige Mühlen im Triebischtal:
- Mühle Grillenburg
- Lukas- und Spießmühle im Tharandter Wald
- Lohmühle Wüstarabien
- Obermühle Grund (auch Blaue Mühle)
- Niedermühle Grund
- Dorfmühle Mohorn
- Tännichtmühle Herzogswalde
- Lohmühle Herzogswalde
- Semmelmühle Mohorn
- Leutholdmühle Helbigsdorf
- Kirstenmühle Helbigsdorf
- Dietrichmühle Helbigsdorf
- Ober- oder Krillemühle Blankenstein
- Buschmühle Blankenstein
- Dammmühle Tanneberg
- Wetzelmühle Rothschönberg (Appenhof)
- Furkertmühle Miltitz (1792)
- Korkmühle Roitzschen
- Neidmühle Roitzschen (1562/63)
- Barthmühle Garsebach
- Mittelmühle Garsebach
- Fichtenmühle Garsebach (1210)
- Buschmühle Meißen

## Oberlauf im Tharandter Wald
Die Länge der Triebisch wird unterschiedlich entweder mit 33,4 km oder mit 37 km angegeben – wobei die Länge von 37 km der eigentlichen Referenzlänge des Flusses, nämlich vom entferntesten Quellgebiet bis zur Mündung in die Elbe gerechnet, entsprechen.
Dies betrifft den X-Bach („Alte Triebisch“) im Tharandter Wald, der die Grillenburger Teiche mit speist und je eine künstliche Verbindung zum Seerenbach als auch den Kroatenbach bzw. Kroatenwasser hat. Die 33,4 km entsprechen dem Abfluss der Grillenburger Teiche am Schlossteich als Neue Triebisch. Ein genauer Quellstandort ist historisch nicht benannt. Von Einheimischen wird die Quelle des X-Baches (450,9 m ü. NN) an der Schneise 20 / Bahnhofstraße (heute falsch Salzstraße genannt) im Tharandter Wald (Gemarkung Grillenburg der Stadt Tharandt) unweit der Wasserscheide zum Colmnitzbach bei Klingenberg als Triebischquelle angegeben. Auch in dem Buch „Die große Wassernot in Sachsen 1897“ ist zu finden: „Die Quelle der Triebisch befindet sich bei Klingenberg.“
Mit dem Bau der Jagdhausanlage von Grillenburg und der Anlage der umgebenden ursprünglich vier Kunstteiche wurden spätestens Mitte des 16. Jahrhunderts die örtlichen Verhältnisse stark geändert. Man benötigte sowohl einen kontinuierlichen Wasserzufluss für die u. a. zur Fischzucht genutzten Teiche als auch Wasser für die Mühle Grillenburg, die bis um 1900, zuletzt unterhalb der Teiche, bestand.
Der ursprüngliche Verlauf der Triebisch, die Alte Triebisch, führt heute als X-Bach bis an die Hofewiese und ist dann durch je einen Kanal mit den Grillenburger Teichen und dem Kroatenbach bzw. Kroatenwasser verbunden.
Mit dem Ziel, Wasser zu den Grillenburger Teichen leiten zu können, wurde ersterer Kanal nach Nordwesten durch die Hofewiese angelegt, der sich dort u. a. mit den natürlichen Zuflüssen Schwarze Pfütze und Faule Pfütze vereinigt und in Grillenburg an der S 194 die Neue Triebisch bildet.
Ein weiterer Kanal, der Floßwassergraben bzw. Floßwasserkanal, östlich in den Tharandter Wald führend und heute z. T. noch sichtbar, lenkte im 18./19. Jahrhundert Wasser über die Wasserscheide Triebisch/Weißeritz in die Floßteiche am Seerenbach zur Unterstützung des Floßbetriebes an der Wilden Weißeritz (Flößbetrieb eingestellt 1872 – Wanderweg Flößerpfad Grillenburg – Tharandt – Grillenburg) und diente damit auch zum Hochwasserschutz der Triebisch.
Mit der Neuanlage der im 19. Jahrhundert verfüllten drei südlichen Teiche als Bade- und Gondelteich schuf man 1937–42 auch den Stauteich an der Schwarzen Pfütze, nördlich der Faulen Pfütze, südwestlich von Grillenburg im Tharandter Wald gelegen, mit zwei kontrollierbaren Abflüssen und zeitweise mit Kalkmühle und -staustufen zur Verbesserung der Fischzucht und zum Hochwasserschutz. Der natürliche Abfluss führt direkt zum höchstgelegenen der früheren vier und heutigen drei Teiche. Der andere führt als Hochwasser-Umfluter-Kanal mit dem Zufluss eines Überlaufes vom obersten und einer Einspeisungsmöglichkeit in den untersten Teich, zuletzt an der Frauensteiner Straße (S 189), durch den Ort Grillenburg, wo er am Standort der ehem. Mühle Grillenburg in die heutige Triebisch mündet.
Der Waldumbau im Tharandter Wald und der Bedarf an Trinkwasser für Grillenburg, Tharandt und den Kurort Hartha veränderte die Verhältnisse des Oberflächen- und Grundwassers des Gebietes ständig. So wird auch die stärkste Quelle des Tharandter Waldes, welche über den Warnsdorfer Bach in die Triebisch fließt, seit langem angezapft. Seit Mai 2003 versorgt sie die Erweiterung vom Forstbotanischen Garten Tharandt der Technischen Universität Dresden, Fachrichtung Forstwissenschaften Tharandt, den Nordamerikawald im ForstPark am Gewerbepark Kurort Hartha, mit Wasser für die geschaffenen Nordamerika-Seen (Neuanlage etwa 15 ha, seit 2002 im Aufbau).
Um 1870 wurden von der Forellenzucht und Teichwirtschaft von Rudolf Linke in Tharandt künstliche Stauteiche für die Forellenzucht an der Triebisch im Tharandter Wald errichtet. Sie befanden sich im Spechtshausener Forstrevier, zwischen der F-Flügel-Brücke und der Mündung des Triebenbaches und wurden nach der Zerstörung durch das Hochwasser 1897 nicht wieder errichtet. Nach 1990 wurden dort vom Staatsforst zwei Biotopteiche ohne Verwendung der historischen Dammreste an der Triebisch errichtet.